# 弘竜太郎
弘 竜太郎（ひろ りゅうたろう、1995年10月31日 - ）は、日本テレビのアナウンサー。

## 来歴
東京都中央区月島出身。身長178cm。
慶應義塾高等学校、慶應義塾大学経済学部卒業。大学在学時は労働経済学を専門とする太田聰一のゼミに所属。2018年日本テレビに入社。同期入社は市來玲奈、岩田絵里奈、篠原光（2023年3月末日付で退社）。

## 人物
ラクロスを7年間プレーし、約160km/hのシュートをゴーリーとして受け止めてきた。
アントニオ・ヴィヴァルディ作曲『四季』に憧れ、ヴァイオリンを14年間演奏している。
好きなテレビ番組は『世界の果てまでイッテQ!』、『スッキリ』。
座右の銘は「ピンチはチャンス！」「パッション！」。
「ピンチはチャンス！」を座右の銘にしている由来は、もんじゃ焼き店でアルバイトをしている中でお客さんのもんじゃ焼きを作り間違えてしまった時に店長から"失敗は、一段と成長するチャンスだよ"と掛けて頂いた言葉が由来という。
2023年7月1日付で社長室宇宙ビジネス事務局を兼務。

## 出演番組
太字は出演中。
- ZIP!
  - 初鳴き（2018年6月27日）
  - 木・金曜フィールドキャスター（2023年4月6日 - 2024年9月27日）
  - 北脇太基の代理（2023年8月21日）
- news zero - スポーツキャスター
  - 木・金曜担当（2018年10月4日 - 2022年9月30日）
  - 山本紘之の代理（2019年5月28日・29日・8月21日・26日・12月18日・23日、2020年1月27日・2月3日 - 5日・9月16日、2021年1月4日 - 6日・3月8日・9日・6月16日・8月3日・9月6日・11月8日・10日、2022年2月2日・9日・16日・23日）
  - 水・木曜担当（2022年10月5日 - 2023年3月30日）
  - 安村直樹の代理（2022年11月29日、2023年3月17日）
- Going!Sports&News - アシスタント
  - 土曜担当（2018年10月6日 - 2021年9月25日）
  - 山本紘之の代理（2019年8月25日・12月15日・22日、2020年2月2日・5月17日、2021年1月10日）
  - 田辺大智の代理（2024年7月27日）
- Oha!4 NEWS LIVE - キャスター
  - 水曜担当（2021年10月6日 - 2022年9月28日）
  - 澁谷善ヘイゼルの代理（2022年8月29日）
  - 火曜担当（2022年10月4日 - 2023年3月28日）
  - 月曜担当（2023年4月3日 - 2024年9月16日）
  - 大町怜央の代理（2023年8月8日・9月12日）
  - 中野謙吾の代理（2024年6月25日）
- スッキリ（2022年9月13日・14日）- 森圭介の代理
- NNNニュースサンデー（2022年10月30日 - 、シフト勤務）
- バゲット（2023年1月9日 - 3月27日）- 隔週月曜レギュラー
- スポーツ中継